# 아부바카르 카마라
아부바카르 카마라(아랍어: أبو بكر كامارا, 프랑스어: Aboubakar Kamara, 1995년 3월 7일 ~ )는 프랑스 출생 모리타니의 축구 선수로 현재 이란 페르시안 걸프 프로리그의 세파한 SC에서 공격수로 활동 중이며 모리타니 대표팀의 일원으로도 활동 중이다.

## 구단 경력
카마라는 2014년 9월 12일, 올랭피크 리옹과의 원정 경기에서 리그 1 데뷔 전을 치렀고, 84분만에 야니크 카라스코와 교체되어 출전했다. 2015년 7월, 카마라는 벨기에 프로 리그의 KV 코르트레이크와 3년 계약을 맺었지만, 불과 6개월 후 프랑스로 돌아와 샹피오나 나시오날의 아미앵에 합류해 2년 연속 리그 1 승격을 도왔다. 그는 스타드 드 랭스와의 마지막 경기에서 극적인 2-1 승리의 선제골을 넣었고, 아미앵은 경기 종료 6분만에 리드를 되찾은 후 승격을 확정지었다. 카마라는 2016-17년 시즌 리그 2에서 10골을 넣으며 클럽 최고 득점자로 시즌을 마감했다.

### 올림피아코스
2022년 6월 28일, 카마라는 그리스 챔피언 올림피아코스와 3년 계약을 맺었다.

## 국가대표팀 경력
2021년 3월 26일, 모로코와의 아프리카 네이션스컵 예선 경기에서 모리타니 국가대표팀 데뷔 전을 치렀다.
모로코와의 첫 선발전에서 0-0으로 비긴 그는 중앙아프리카 공화국과의 두 번째 선발전에서 첫 골을 넣으며 다음 아프리카 네이션스컵 본선에 동시에 진출했다. 그는 2021년 아프리카 네이션스컵에서 첫 국제 대회에 출전했다.
2023년 12월, 아미르 압두가 선정한 모리타니 출신 선수 25명 중 2023년 아프리카 네이션스컵에 출전할 선수로 선정되었다.

## 사생활
프랑스에서 태어난 카마라는 국제적인 수준의 모리타니를 대표한다. 그는 세네갈 혈통이기도 하다.
그는 이슬람교도이며 풀럼의 2018년 챔피언십 플레이오프 결승전을 시작하기도 전에 라마단을 위해 단식을 했다.